# Malik Hasanov
Malik Hasanov est un homme politique azerbaïdjanais, membre des IVe, Ve et VIe législatures de l'Assemblée nationale d'Azerbaïdjan.

## Biographie
Malik Hasanov est né le 15 février 1971 dans le village de Gunechli du district de Cəlilabad. Il est diplômé de la faculté de langue et littérature russes de l'Université slave de Bakou et de la faculté de comptabilité et d'audit de l'Université d'État d'économie d'Azerbaïdjan. Il parle russe.

### Carrière
M. Hasanov est membre du comité des affaires régionales de l'Assemblée nationale. Il est le chef du groupe de travail sur les relations interparlementaires Azerbaïdjan-Corée, membre des groupes de travail sur les relations avec les parlements de la République fédérale d'Allemagne, de la Biélorussie, des Émirats arabes unis, de la Grande-Bretagne, de la République tchèque, de la Chine, Suisse, Lettonie, Monténégro, Russie, Slovaquie, Slovénie, Turquie et Ukraine. Il est membre de la délégation azerbaïdjanaise auprès de l'Assemblée interparlementaire de la CEI et de la commission interparlementaire Azerbaïdjan-Russie.

### Famille
Il est marié et a trois enfants.